# Katze in der leeren Wohnung
Katze in der leeren Wohnung (polnisch Kot w pustym mieszkaniu) ist ein Gedicht der polnischen Lyrikerin Wisława Szymborska. Es entstand nach dem Tod ihres Lebensgefährten, des im Februar 1990 verstorbenen polnischen Schriftstellers Kornel Filipowicz. Im Zentrum des Gedichts steht eine Hauskatze, die in einer verlassenen Wohnung auf ihren verstorbenen Besitzer wartet. Der Standpunkt einer Katze, die den Tod nicht erfassen kann, führt zu einer ungewöhnlichen Sicht auf die menschliche Vergänglichkeit.
Szymborska veröffentlichte das Gedicht 1991 in der Zeitschrift Odra und nahm es 1993 in ihre Gedichtsammlung Koniec i początek (Ende und Anfang) auf. Die deutsche Übersetzung von Karl Dedecius erschien 1992 im Jahrbuch des Deutschen Polen-Instituts unter dem Titel Die Katze in der leeren Wohnung. 1995 folgte die Buchausgabe Auf Wiedersehn. Bis morgen im Suhrkamp Verlag. Insbesondere nach der Verleihung des Nobelpreises für Literatur 1996 an Szymborska fand das Gedicht internationale Verbreitung in zahlreichen Übersetzungen. Es wurde vor allem in Polen eines ihrer bekanntesten und populärsten Gedichte.

## Inhalt
Wisława Szymborska

Katze in der leeren Wohnung

Link zum Volltext des Gedichts

(Bitte Urheberrechte beachten)
Das Gedicht beginnt mit der Zeile:
„Sterben – das tut man einer Katze nicht an.“
Anschließend wird eine Hauskatze beschrieben, die in einer leeren Wohnung auf ihren verstorbenen Besitzer wartet. Äußerlich sind die Räume unverändert, doch für die Katze hat das Leben seine Ordnung verloren. Zwar kümmert sich weiterhin ein Mensch um sie, doch es ist nicht mehr ihre vertraute Bezugsperson. Allen Verboten zum Trotz durchsucht sie die gesamte Wohnung, bis ihr am Ende nichts weiter bleibt, als zu schlafen und zu warten. Sie malt sich aus, wie sie dem verschwundenen Menschen wiederbegegnen wird. Beleidigt und ohne ein Zeichen von Freude will sie ihm zeigen, dass man einer Katze ein solches Verschwinden nicht antut.

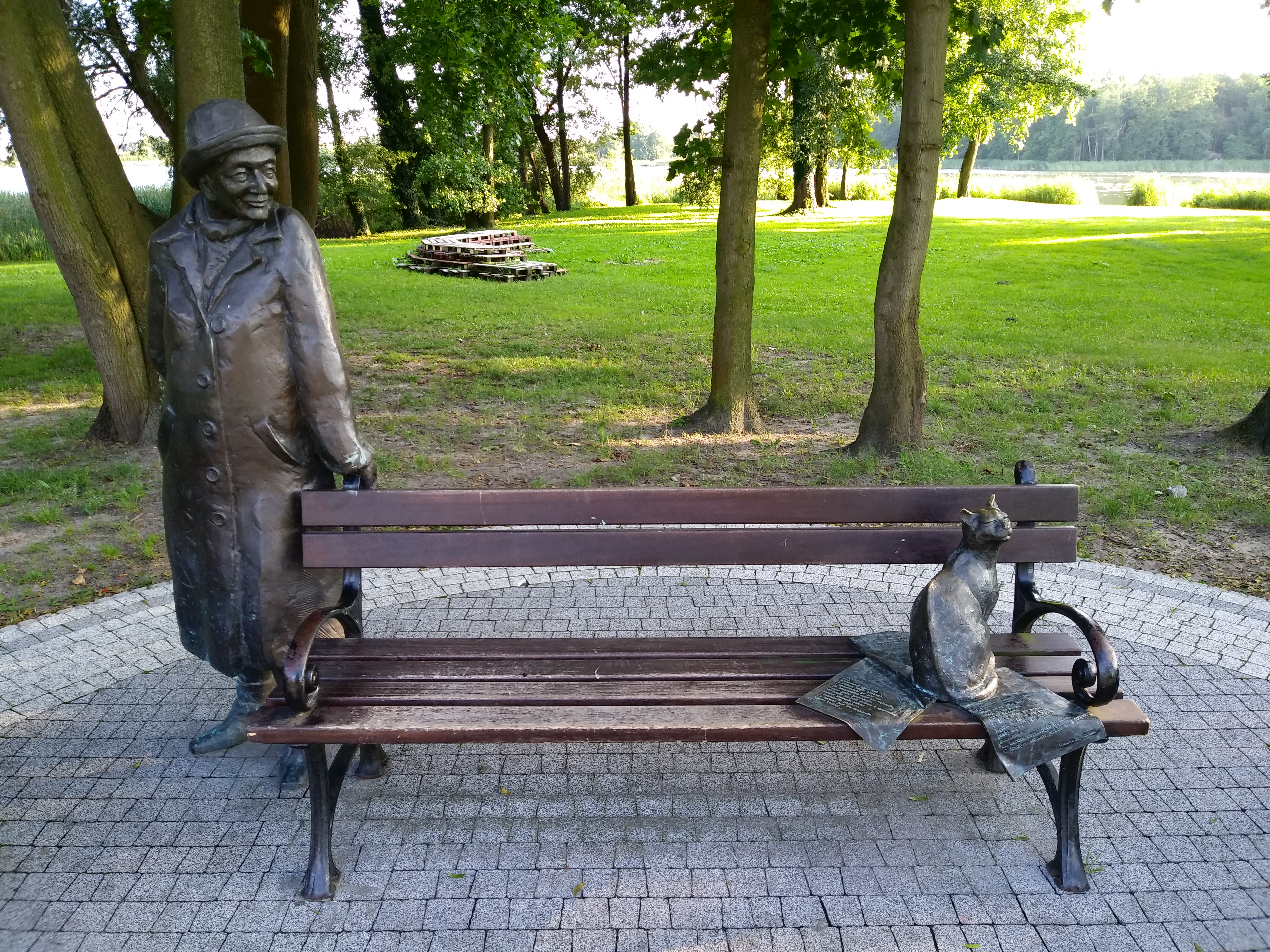
Skulpturbank in Kórnik mit Zitaten aus dem Gedicht
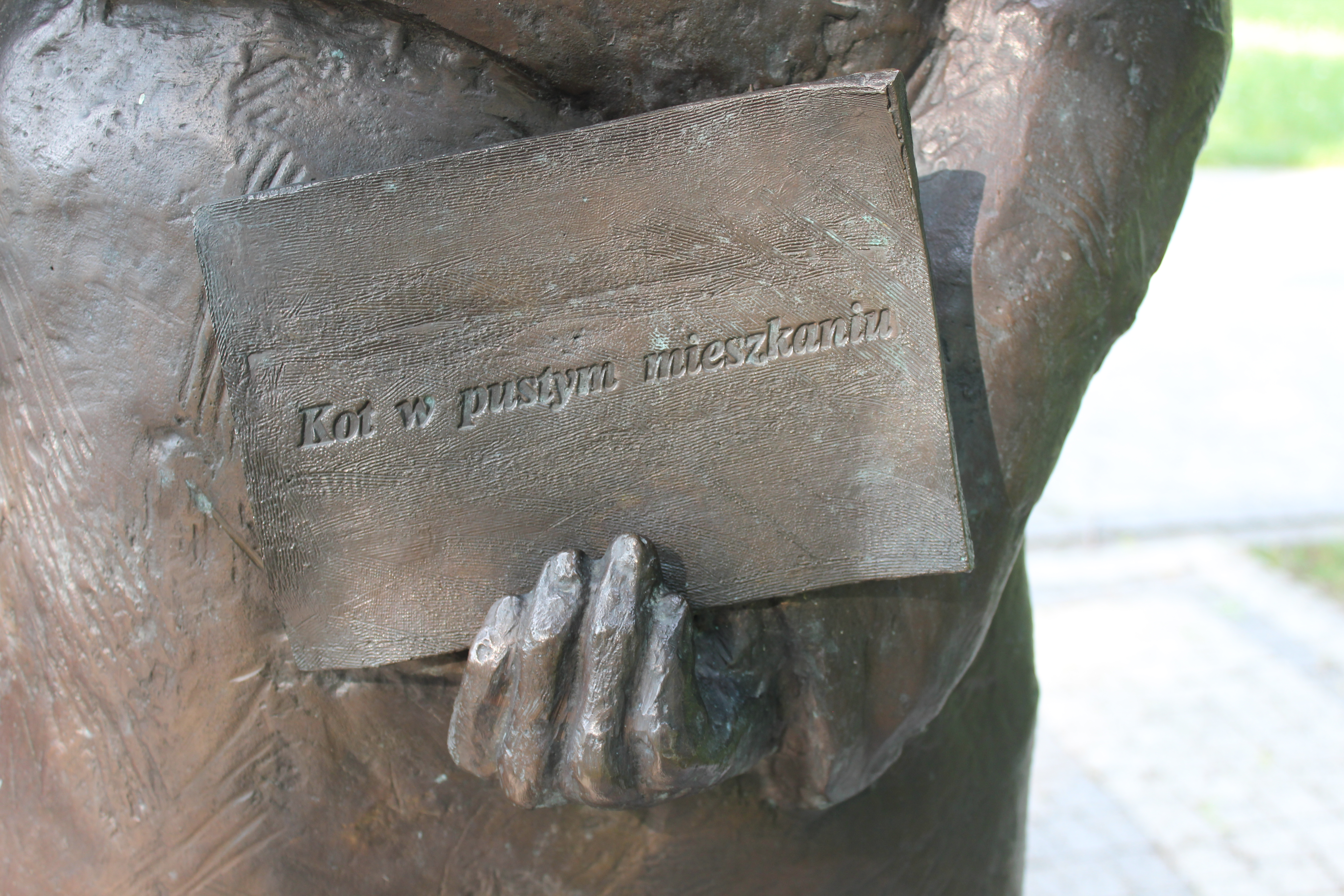
„Kot w pustym mieszkaniu“ „Katze in der leeren Wohnung“
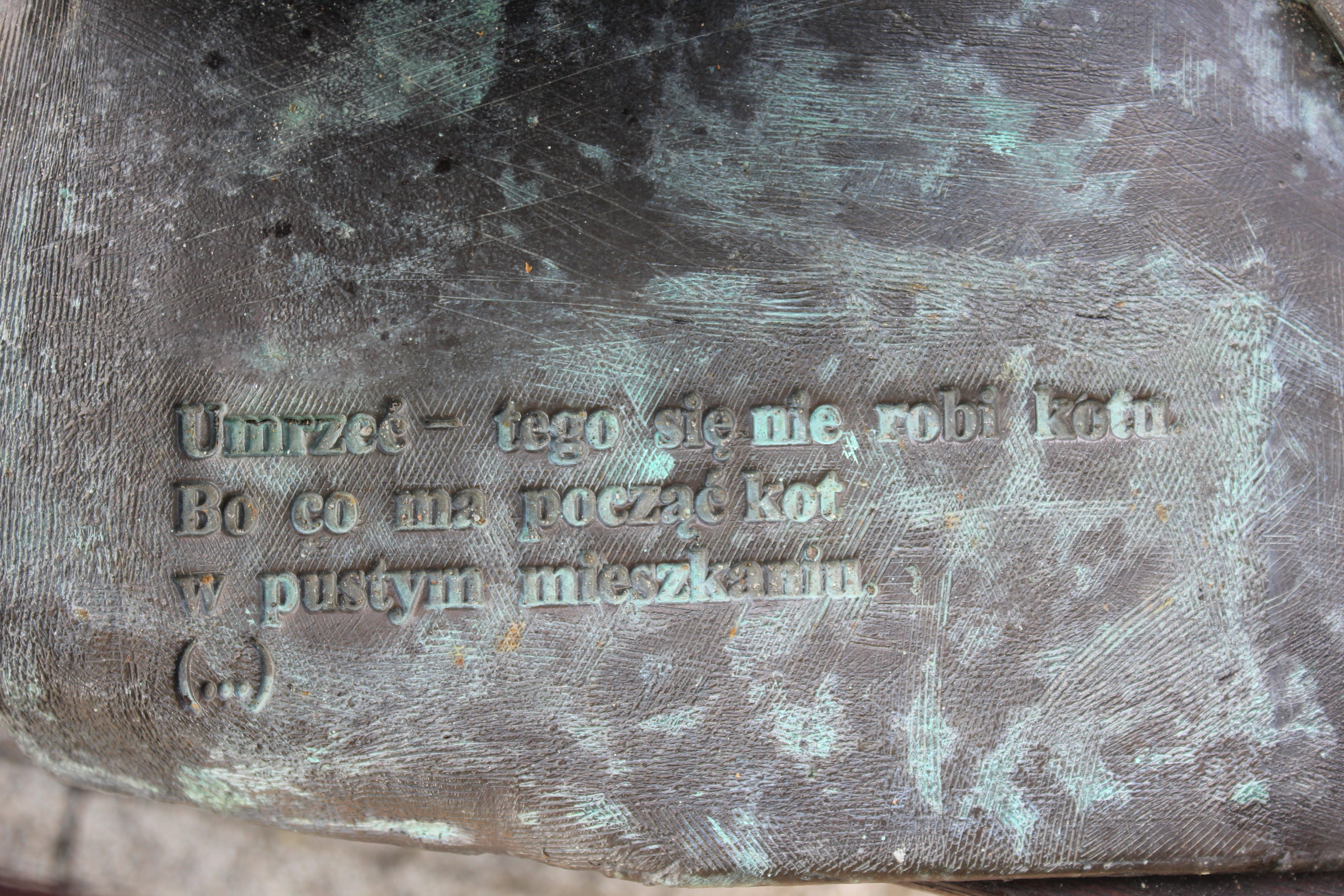
„Umrzeć – tego się nie robi kotu […]“ „Sterben – das tut man einer Katze nicht an […]“
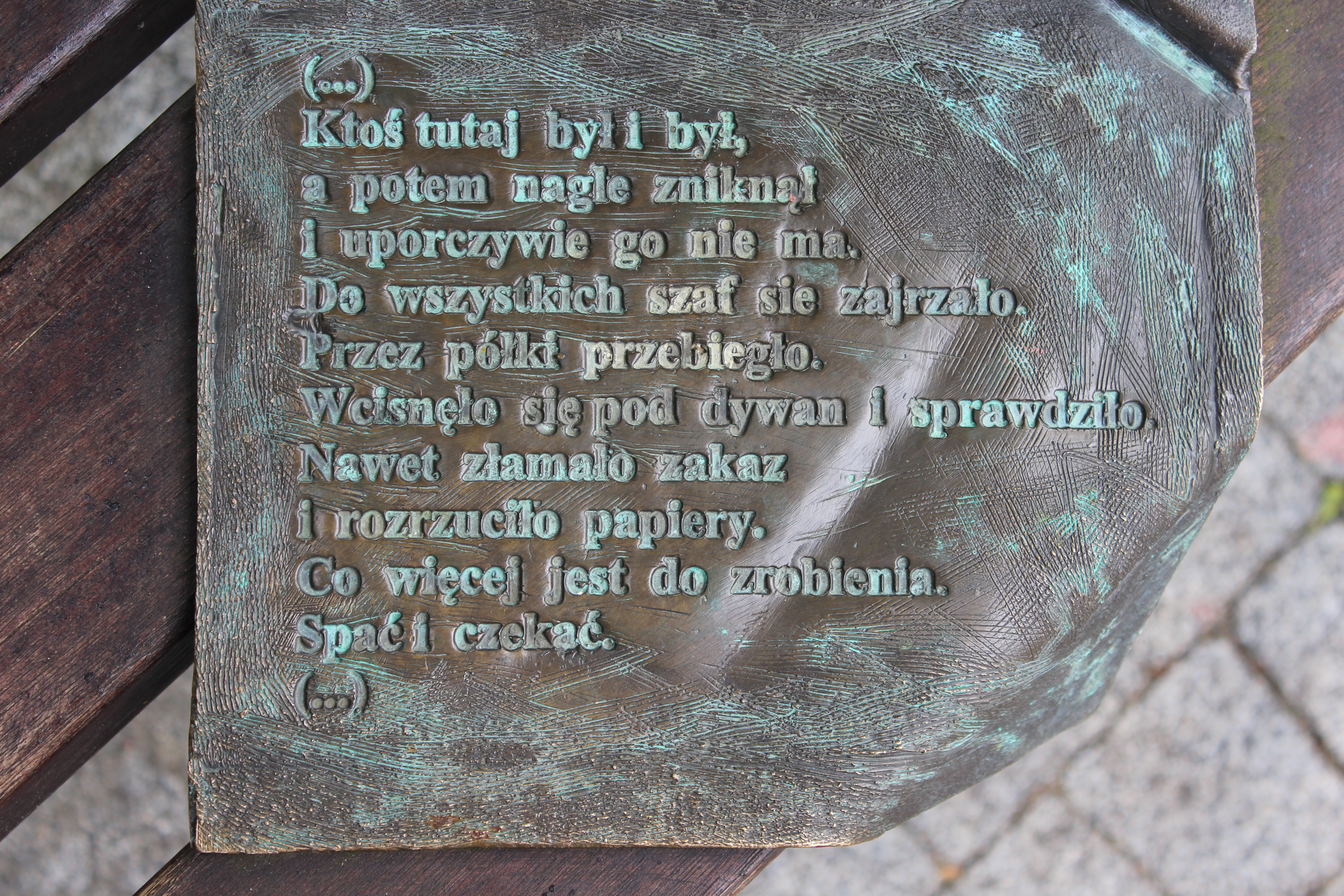
„Ktoś tutaj był i był […]“ „Jemand war hier und war […]“
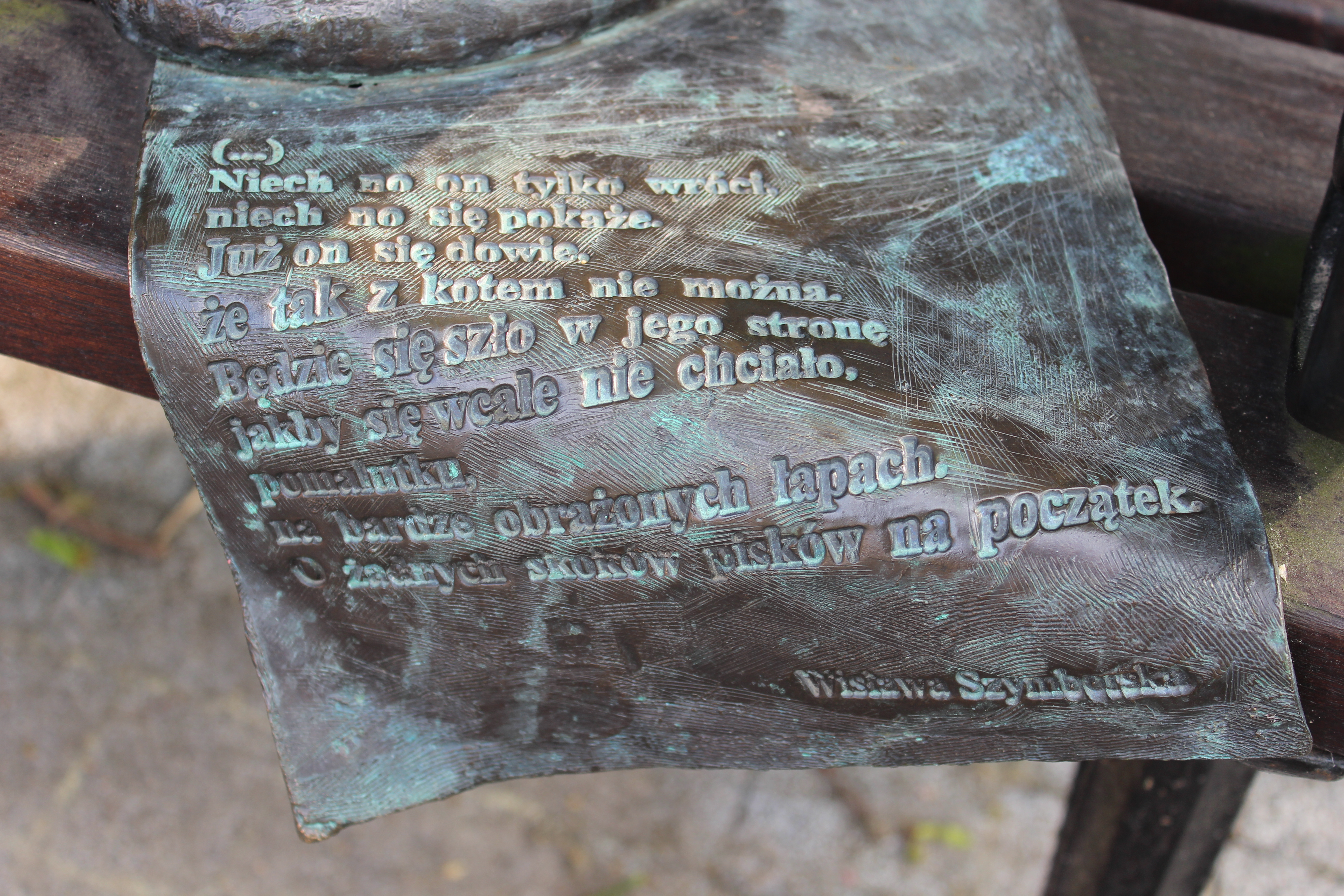
„[…] na bardzo obrażonych łapach […]“ „[…] auf äußerst beleidigten Pfoten […]“

## Form
Das Gedicht Katze in der leeren Wohnung umfasst fünf Strophen, die aus einer unterschiedlichen Anzahl reimloser, freier Verse gebildet sind. Die einfache Sprache bezeichnet Gerhard Bauer als „Elegie im Kinderton“. Häufig besteht zwischen den Zeilenpaaren eine Antithese, etwa wenn in Strophe zwei auf einen Sinneseindruck jeweils die Negation der vertrauten Erinnerung folgt („Auf der Treppe sind Schritte zu hören,/ aber nicht die.“). Drei Indefinitpronomen in Strophe drei (zweimal „Etwas“, einmal „Jemand“) verweisen auf die Unbestimmtheit der Erinnerungen, wobei die Pronomen im polnischen Original („Coś“ und „Ktoś“) in ihrer lautlichen Ähnlichkeit einen Zusammenhang zwischen dem fehlenden Ereignis und der verschwundenen Person erkennen lassen. Nachdem die ersten drei Strophen der Wahrnehmung der Katze gelten, zeigen die abschließenden beiden Strophen ihre Reaktionen, die von Aktivität in einen resignierten Rückzug übergehen („Was bleibt da noch zu tun./ Schlafen und Warten.“).
Das Gedicht bleibt im polnischen Original unbestimmt zwischen einem Rollengedicht und erlebter Rede, indem die Sätze, in denen die Katze agiert, im Infinitiv oder der unpersönlichen Form (dritte Person Singular Neutrum mit Reflexivpronomen) verfasst sind. Diese Form, der im Deutschen die direkte Entsprechung fehlt, übertrug Dedecius durch Ellipsen ohne finites Hilfsverb und Personalpronomen, die der Leser wahlweise mit der ersten oder dritten Person vervollständigen kann, während sich das Verb im Partizip II als Passivkonstruktion oder Perfekt deuten lässt („Alle Schränke durchforscht./ Alle Regale durchlaufen.“). Lediglich im Futur der letzten Strophe wird die Übersetzung zur Eindeutigkeit gezwungen, wobei sich Dedecius für die dritte Person entschied („Sie wird ihm entgegenstolzieren“).

## Interpretation

### Sprecher
Die unpersönliche Form, in der die Aktionen der Katze im Gedicht geschildert sind, führt bei den Interpreten zu sehr unterschiedlichen Urteilen über den Sprecher des Gedichts. So spricht für Janusz Orlikowski schlicht „die Katze“, für Wojciech Kajtoch dagegen „eine anthropomorphisierte Katze oder jemand, der auf Katzenart denkt“. Stanisław Żak macht einen Repräsentanten sowohl „der Katze“ als auch „der Dichterin namens Wisława Szymborska“ aus. Für Tadeusz Nyczek äußert sich mit der Katze ein „allwissender Narrator“ und ein unpersönliches „sich“ (polnisch: „się“), das er mit Heideggers „Man“ assoziiert. Dagegen erkennt Katarzyna Kuczyńska in der unpersönlichen Form schlicht die grammatische Entsprechung einer Vereinsamung, in der die Katze nach dem Verlust des „du“ auch aufgehört habe, „ich“ zu sagen.
Für Dörte Lütvogt offenbaren die ersten drei Zeilen einen Menschen als Sprecher des Gedichts. Bereits der einleitende Begriff „Sterben“, der durch den trennenden Bindestrich zusätzlich herausgestellt ist, liege außerhalb des Bewusstseinshorizonts einer Katze. Der Vorwurf „das tut man einer Katze nicht an“, der gleichermaßen an den Verstorbenen wie den Tod an sich gerichtet sein könne, lege eine emotionale Beteiligung des menschlichen Sprechers am Geschehen offen. Dieser verstecke sein eigenes, unangemessenes Gefühl von Beleidigtsein hinter der nachvollziehbaren Kränkung eines Tieres. Obwohl der Sprecher ab der vierten Zeile fast vollständig in den Hintergrund trete, bleibe er bis zum Schluss hinter der vorgestellten Innenwelt einer Katze präsent.

### Tier und Mensch

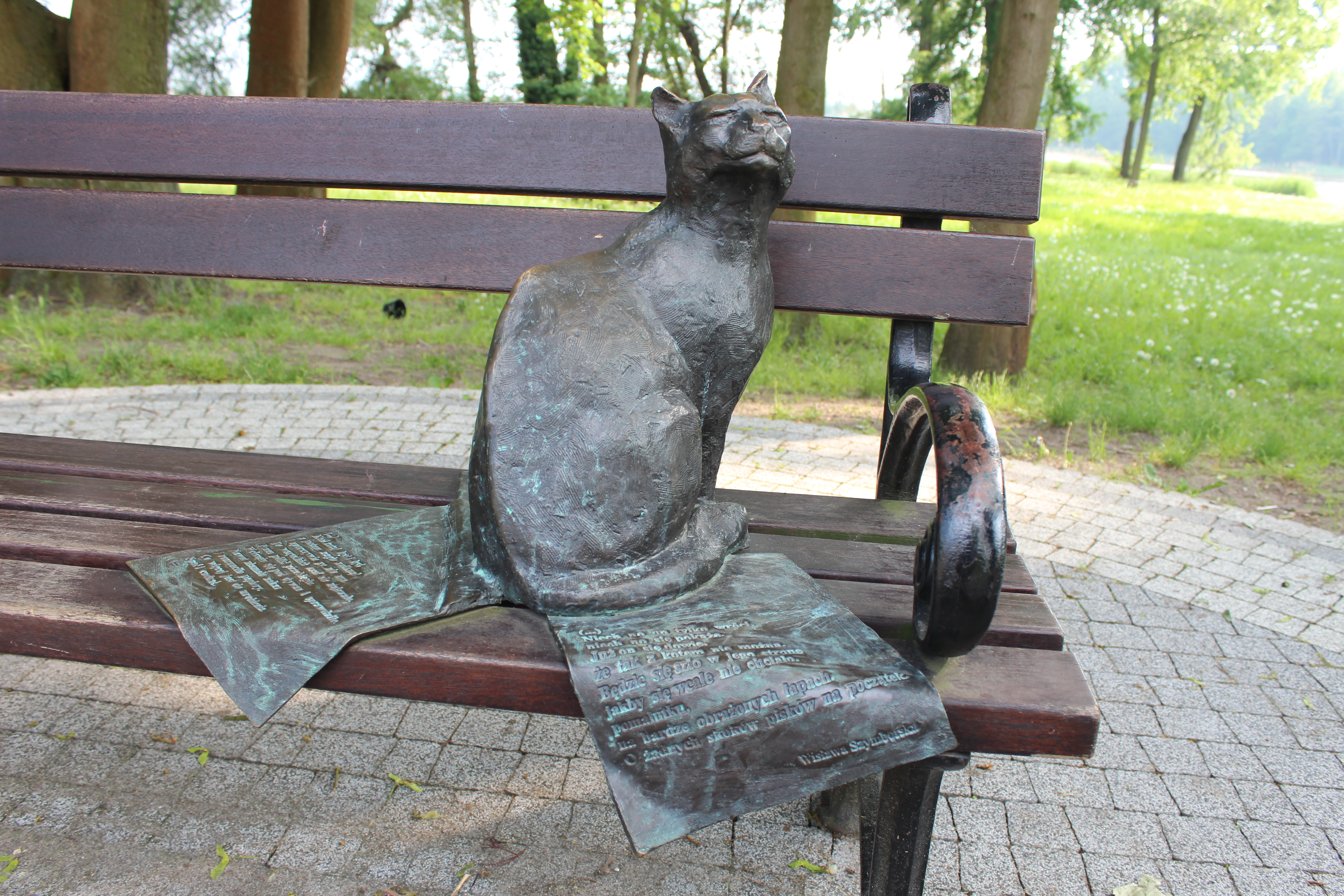
Katzenskulptur in Kórnik

Der Versuch, sich in das Bewusstsein eines Tieres zu versetzen, steht laut Lütvogt stets im Spannungsfeld zwischen Anthropomorphismus und Behaviorismus oder, wie es Wisława Szymborska in der Besprechung eines Buches von Konrad Lorenz formulierte, einer „Vermenschlichung oder Entmenschlichung der Psyche von Tieren“. Die Dichterin fand ihren Mittelweg in Lorenz’ Konzept der vergleichenden Verhaltensforschung, durch das sowohl tierische als auch menschliche Verhaltensweisen auf „etwas Vormenschliches“ zurückgeführt würden. In ihrem Werk ist das Verhältnis von Mensch und Tier stets geprägt von einer besonderen Verantwortung des Menschen für die Kreatur, aber auch deren unantastbarer Autonomie, die von ihm zu respektieren sei.
Bereits das Gedicht Ich bedenke die Welt (Obmyślam świat) in Szymborskas frühem Gedichtband Rufe an Yeti (Wołanie do Yeti) aus dem Jahr 1957 verkündete eine „Sprache der Pflanzen und Tiere“. Im späteren Werk folgten zahlreiche Gedichte über Tiere, etwa im Auswahlband Tarsjusz i inne wiersze aus dem Jahr 1976. Eine ähnliche Einfühlung in die Psyche eines wartenden Tieres wie in Katze in der leeren Wohnung äußerte Szymborska in einem 1981 veröffentlichten Feuilleton, in dem sie die Besprechung eines Buches über Hundekrankheiten zum Anlass nahm, über psychische Belastungen eines Haushundes zu räsonieren: „Jedes Mal, wenn wir das Haus verlassen, büßt es der Hund mit einer Verzweiflung, als wären wir für immer fortgegangen. Jedes Mal, wenn wir zurückkommen, ist dies für den Hund eine Freude, die an einen Schock grenzt – als wären wir durch ein Wunder gerettet worden.“ Der Mensch habe keine Möglichkeit, das wartende Tier durch das Datum seiner Rückkehr zu vertrösten. „Der Hund ist verurteilt zu einer Ewigkeit hoffnungslosen Wartens“.

### Kränkung und Vorwurf
Die Katze in der leeren Wohnung ist dem Verständnis Szymborskas nach zu bewusster Erinnerung und Antizipation fähig. Ihre Erwartungen an die Zukunft stimmen mit der Erinnerung vergangener Abläufe überein. Auf das Verschwinden der menschlichen Bezugsperson reagiert sie mit einem Gefühl von Kränkung und Verrat, dem Vorwurf, dass man ihr so etwas nicht antun dürfe. Solche Art Vorwürfe sind für Wojciech Kajtoch typisch menschlich, und die imaginierte Reaktion bei der Rückkehr des Abwesenden ist für ihn Ausdruck einer „spezifisch fraulichen (aber auch mädchenhaften und kindlichen) Koketterie“. Für Dörte Lütvogt liegt in dem zur Schau gestellten Beleidigtsein, trotz seiner Durchschaubarkeit und Komik, eine Form von Machtausübung des eigentlich Machtlosen und Abhängigen. Zwar sei die Katze von ihrem Wesen her weit weniger stark auf ihren Besitzer fixiert als etwa der wartende Hund, dafür liege die Abhängigkeit des Gewohnheitstiers Katze vor allem in dem Wunsch nach der vom Verschwundenen aufrechterhaltenen und nun gestörten Ordnung.
Obwohl die Situation des Gedichts der Katzenperspektive Unrecht gibt, neigt der Leser laut Gerhard Bauer unwillkürlich dazu, sich auf die Seite der Katze zu stellen und wie das Tier der durch den Tod eingetretenen Situation die Anerkennung zu verweigern. Dazu trage gerade der Charme und das „kindische“ Verhalten der Katze in ihrem Anrennen gegen die unumstößliche Gewissheit des Todes bei. Für Marian Stala bestreitet das Gedicht die Selbstverständlichkeit und Macht des Todes, mit der sich jedes Lebewesen abzufinden habe: „Er wird zu einem metaphysischen Skandal“, etwas, „was man nicht tun [etwa: niemandem antun] darf, was sich nicht ereignen darf“. Barbara Surowska schließt sich an: „ein sensibles, lebendiges Wesen verurteilt man nicht zu einem Warten, das nie ein Ende findet…“ Tadeusz Nyczek hingegen betont die Ironie des Gedichts, nach der Lebewesen auf ihnen zugefügtes Unrecht zu Beginn mit Gekränktsein reagierten. „Erst dann springen wir ihm mit einem Quiekser auf die Schulter“.

### Hoffnung und Erkenntnis
In der letzten Strophe überlagern sich das menschliche und das tierische Bewusstsein und schaffen so einen Kulminationspunkt von Komik und Tragik, in dem für Lütvogt die besondere Wirkung des Gedichts liegt, von Tadeusz Nyczek auch als dessen „klaffendste Wunde“ bezeichnet. Das ohnmächtig-hoffnungsvolle Warten des Tieres auf eine Wiederbegegnung stößt auf die nur dem Menschen begreifliche Realität, dass der Tod irreversibel ist. Nicht zufällig endet das Gedicht mit den Worten „zu Beginn“ („na początek“), denn für das Tier, dem das menschliche Zeitbewusstsein fehlt, ist nichts anderes denkbar als eine zyklische Wiederkehr des ewig Gleichen, während nur der Mensch erfassen kann, dass eine gänzlich veränderte Situation eingetreten ist, in der keine Wiederholung mehr möglich ist.
Im impliziten Vergleich eines trauernden Menschen mit einer wartenden Katze stellt das Gedicht für Lütvogt die Frage, ob der Leser die Hoffnung der Katze gegen die Hoffnungslosigkeit des Menschen eintauschen wolle oder ob ganz im Gegenteil die Fähigkeit des Menschen, sich mit einer Situation aktiv zu arrangieren, der fortwährend enttäuschten Erwartung des Tieres vorzuziehen sei. Damit breche Szymborska eine traditionelle Denkschablone auf, nach der im Nichtwissen um den Tod ein paradiesischer Zustand liege. Laut Renate Ingbrant verwendet Szymborska häufig einen ungewöhnlichen Standpunkt wie jenen im Gedicht, durch den der Leser nicht nur die Katze beobachte, sondern selbst in ihre Katzenartigkeit hineingezogen werde, um neue, ungewöhnliche Einsichten in scheinbar vertraute Vorgänge zu ermöglichen. Die Katze in der leeren Wohnung krönt für Barbara Surowska „eine lange Reihe von Gedichten, in denen Szymborska zu sagen versucht, daß uns nie etwas Selbstverständliches begegnet“.

### Autobiografischer Bezug

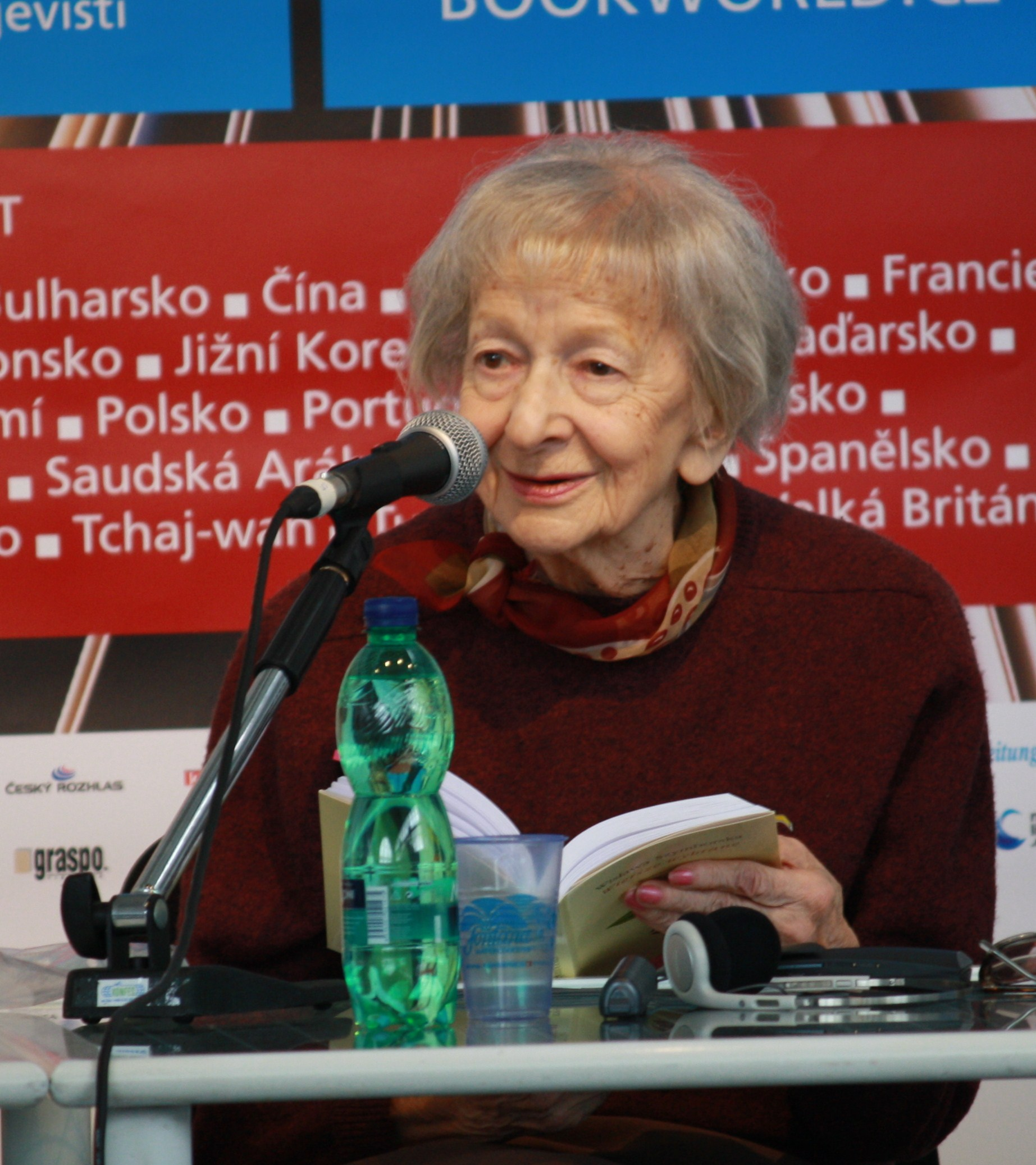
Wisława Szymborska bei einer Lesung in Prag, 2010

Katze in der leeren Wohnung steht in einer Reihe von Gedichten, die Szymborska 1993 in der Gedichtsammlung Koniec i początek (deutsch: „Ende und Anfang“) veröffentlichte und die als Reaktion auf den Tod ihres langjährigen Lebensgefährten Kornel Filipowicz im Jahr 1990 aufzufassen sind. In Wachsein (Jawa) beschreibt Szymborska den Gegensatz zwischen Traum- und Wachwelt, zwischen der traumhaften Erinnerung an einen Toten, die den Zeitablauf aufhebt, und der unumstößlichen realen Vergänglichkeit. Die Elegische Bilanz (Rachunek elegijny) bilanziert die verstorbenen Bekannten eines lyrischen Ichs, wobei der Versuch der Annäherung an den Tod im Begriff „Abwesenheit“ mündet. Der Abschied vom Ausblick (Pożegnanie widoku) kontrastiert die Vergänglichkeit des Individuums mit dem Lebenszyklus der Natur.
All diese Gedichte in Koniec i początek drücken laut Lütvogt die persönliche Betroffenheit der Autorin vom Thema Tod in einer „unvergleichlichen Diskretion“ aus, auf der die starke Wirkung von Katze in der leeren Wohnung beruhe. Indem die Autorin ihre eigene Trauer durch ein anderes, ebenso vom Tod betroffenes Wesen ausdrückt, gelingt es ihr laut der Interpretationen von Żak, Kajtoch/Orlikowski und Stala, die eigenen Emotionen zu kontrollieren, noch im Schmerz Haltung und Würde zu bewahren, sich gegen den Tod zu stellen und eine Gegenwelt der Hoffnung aufzuzeigen. Dabei nimmt das Gedicht laut Justyna Sobolewska direkten Bezug auf die Erzählung Der Kater im nassen Gras des verstorbenen Prosaisten Filipowicz. Offen bleibt für den Leser, inwiefern das Gedicht tatsächlich auf einer realen Begebenheit nach dem Tod Filipowiczs basiert. Jedenfalls erinnert sich György Gömöri an eine fotografisch festgehaltene Begegnung mit Szymborska, bei der eine Katze auf ihrem Schoß ruhte.

## Veröffentlichungen und Rezeption

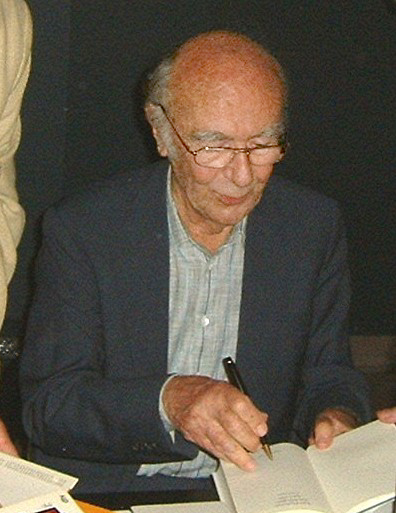
Karl Dedecius in Frankfurt am Main, 2006

Kot w pustym mieszkaniu erschien erstmals im Jahr 1991 in der Zeitschrift Odra. Zwei Jahre später nahm Szymborska das Gedicht in ihre Sammlung Koniec i początek auf. Die deutsche Übersetzung von Karl Dedecius, dem langjährigen Übersetzer Szymborskas, erschien erstmals 1992 in Deutsch-polnische Ansichten zur Literatur und Kultur, dem Jahrbuch des Deutschen Polen-Instituts, unter dem Titel Die Katze in der leeren Wohnung. 1995 erschien das Gedicht im Band Auf Wiedersehn. Bis morgen des Suhrkamp Verlags das erste Mal in Buchform. 1997 veröffentlichte der Verlag eine Gesamtausgabe von Szymborskas Gedichten, die 2006 im Rahmen einer Edition der Zeitschrift Brigitte unter Federführung von Elke Heidenreich erneut herausgegeben wurde. Die englische Übersetzung Cat in an Empty Apartment von Stanisław Barańczak und Clare Cavanagh publizierte 1993 die New York Review of Books.
Kot w pustym mieszkaniu gehört zu Szymborskas bekanntesten, beliebtesten und in Polen häufig zitierten Gedichten. Laut Barańczak wurde das Gedicht in Szymborskas Heimat zu einem regelrechten Kultobjekt. Im Jahr 2007 hatte es den Status einer Pflichtlektüre an polnischen Grundschulen erreicht. Insbesondere nach der Verleihung des Nobelpreises für Literatur 1996 an Szymborska fand es auch über Polens Grenzen hinaus Verbreitung in zahlreichen Übersetzungen und wurde von der internationalen Kritik gerühmt. Anlässlich der Meldung ihres Todes am 1. Februar 2012 kolportierten abermals zahlreiche Medien das Gedicht.
Verschiedene Rezensenten hoben das Gedicht als eines ihrer Lieblingsgedichte aus Szymborskas Werk hervor, so György Gömöri und Elke Heidenreich. Für Gerhard Bauer spielt das Gedicht Katze in der leeren Wohnung „Takt und Vernunft in einer solchen Vollendung aus, daß wir es […] nur bewundern können.“ Die Wiener Zeitung lobte es als „Meisterwerk“ mit einer „unvergesslichen Anfangszeile“. Małgorzata Baranowska nannte es „eines der ungewöhnlichsten und schönsten Liebesgedichte“. Auch Peter Hamm sprach von einem „der schönsten und schmerzlichsten Liebesgedichte überhaupt“. Für eines der bemerkenswertesten Klagelieder seit Jan Kochanowskis Treny hielt Małgorzata Anna Packalén das Gedicht. In einer Reaktion auf Katze in der leeren Wohnung vergegenwärtigte die polnische Lyrikerin Marianna Bocian in dem Gedicht Im Haus der Verstorbenen eine Tote in den Möbeln und Gegenständen ihres Hauses.

## Ausgaben

### Originalfassung
- Wisława Szymborska: Kot w pustym mieszkaniu. In: Odra Nr. 6 1991, S. 3–4.
- Wisława Szymborska: Kot w pustym mieszkaniu. In: Wisława Szymborska: Koniec i początek. Wydawnictwa A5, Poznań 1993, ISBN 83-85568-03-4, S. 20–21.

### Deutsche Übersetzung
- Wisława Szymborska: Die Katze in der leeren Wohnung. Übersetzt von Karl Dedecius. In: Deutsch-polnische Ansichten zur Literatur und Kultur. Jahrbuch 1991. Deutsches Polen-Institut, Darmstadt 1992, S. 145–147.
- Wisława Szymborska: Katze in der leeren Wohnung. In: Wisława Szymborska: Die Gedichte. Herausgegeben und übertragen von Karl Dedecius. Suhrkamp, Frankfurt am Main 1997, ISBN 3-518-40881-X, S. 284–285.
- Wisława Szymborska: Katze in der leeren Wohnung. In: Wisława Szymborska: Die Gedichte. Herausgegeben und übertragen von Karl Dedecius. Brigitte-Edition 12. Gruner und Jahr, Hamburg 2006, ISBN 3-570-19520-1, S. 280–281.